# Касој (Сучава)
Касој (рум. Căsoi) насеље је у Румунији у округу Сучава у општини Појана Стампеј. Oпштина се налази на надморској висини од 931 m.

## Становништво
Према подацима из 2002. године у насељу је живело 201 становника, од којих су сви румунске националности.